# Gudovac vára
Gudovac vára (horvátul: Utvrda Gudovac), várhely Horvátországban, a Belovár melletti Gudovac határában.

## Fekvése
Gudovacon a Plavnica folyótól nem messze, a falu pravoszláv templomától kb. 200 méterrel északkeletre helyezkedik el.

## Története
A középkor végén Gudovac már várral rendelkező uradalmi központ és vásártartási joggal rendelkező település volt. Egykori vára a falutól északra fekvő mocsaras területen, a Plavnica-patak mellett állt. A régészeti leletek alapján a 14. században épült. A 16. században az országot védő végvárrendszer része lett, ezért a század közepén megerősítették. A térséget 16. század végén szállta meg a török. A török megszállás teljesen megváltoztatta az itteni táj képét. A várat teljesen lerombolták.

## A vár mai állapota
Gudovac vára a falu északi részén a Gradina nevű helyen, a Plavnica-pataktól mintegy 50 méterre egy kisebb magaslaton állt. Egykor széles árok és védőfal övezte, mely legjobban az északi részen maradt meg. Tőle 500 méterre egy másik, kisebb erődítmény (Mala Gradina) is állt, melyben csak őrség állomásozott. A várban minden nemesi kényelmet kielégítő palota is volt, melyet a 15. század végéről származó, Budán készített kályhacsempék és díszes majolikák is igazolnak. A 2003 és 2005 között zajlott feltárások során az épületmaradványok mellett számos használati tárgy is előkerült, de azt is igazolták, hogy ez a hely már az újkőkorban és az ókorban is lakott hely volt.